# Jaramijó
Jaramijó est une ville côtière située en Équateur, dans la province de Manabí. Elle est la capitale du canton de Jaramijó.
La population de la ville était de 11 236 habitants au recensement de 2001.